# Caparić
Caparić (serbisches-kyrillisch: Цапарић) ist ein Dorf im Westen Serbiens, nahe der Grenze zu Bosnien und Herzegowina.

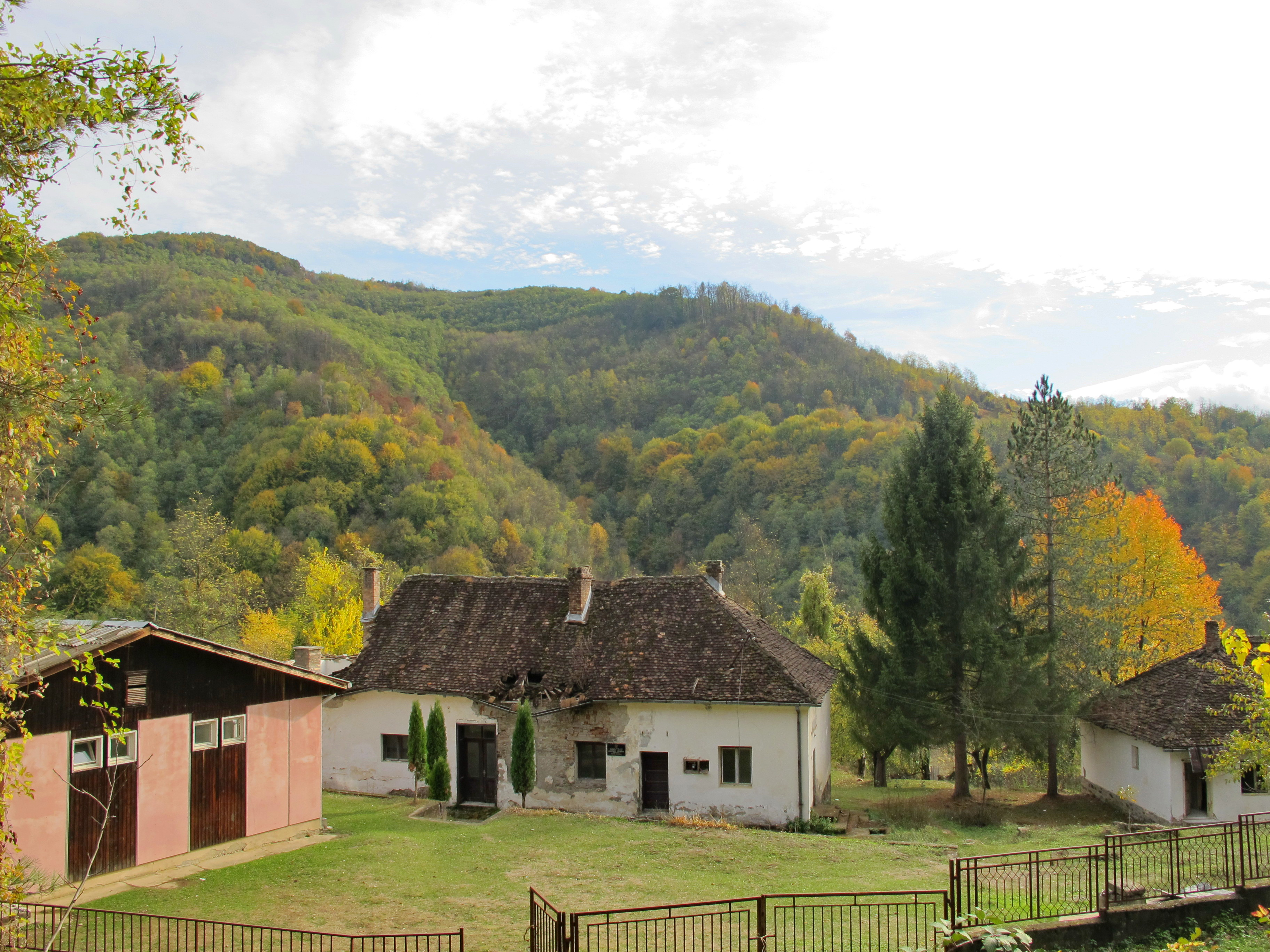
Ein Gehöft im Dorf

## Geographie und Bevölkerung
Das Dorf liegt in der Opština Ljubovija, im Okrug Mačva in der historischen Region Azbukovica, einem Teil der serbisch-bosnischen Großgrenzregion Podrinje im westlichsten Zentralserbien. Der Ort hatte 326 Einwohner bei der Volkszählung von 2011, während es 448 im Jahr 2002 Einwohner waren. Die Bevölkerung stellen Serben. 
Die Gemeindehauptstadt Ljubovija ist etwa 7 km nordwestlich vom Ort zu finden. Caparić liegt rund 110 km südwestlich von der serbischen Hauptstadt Belgrad entfernt.
Das Gebiet um das Dorf ist hügelig und sehr bewaldet. Der 798 m hohe Berg Nemić steht rund 2 km westlich des Dorfes. 

### Demographie

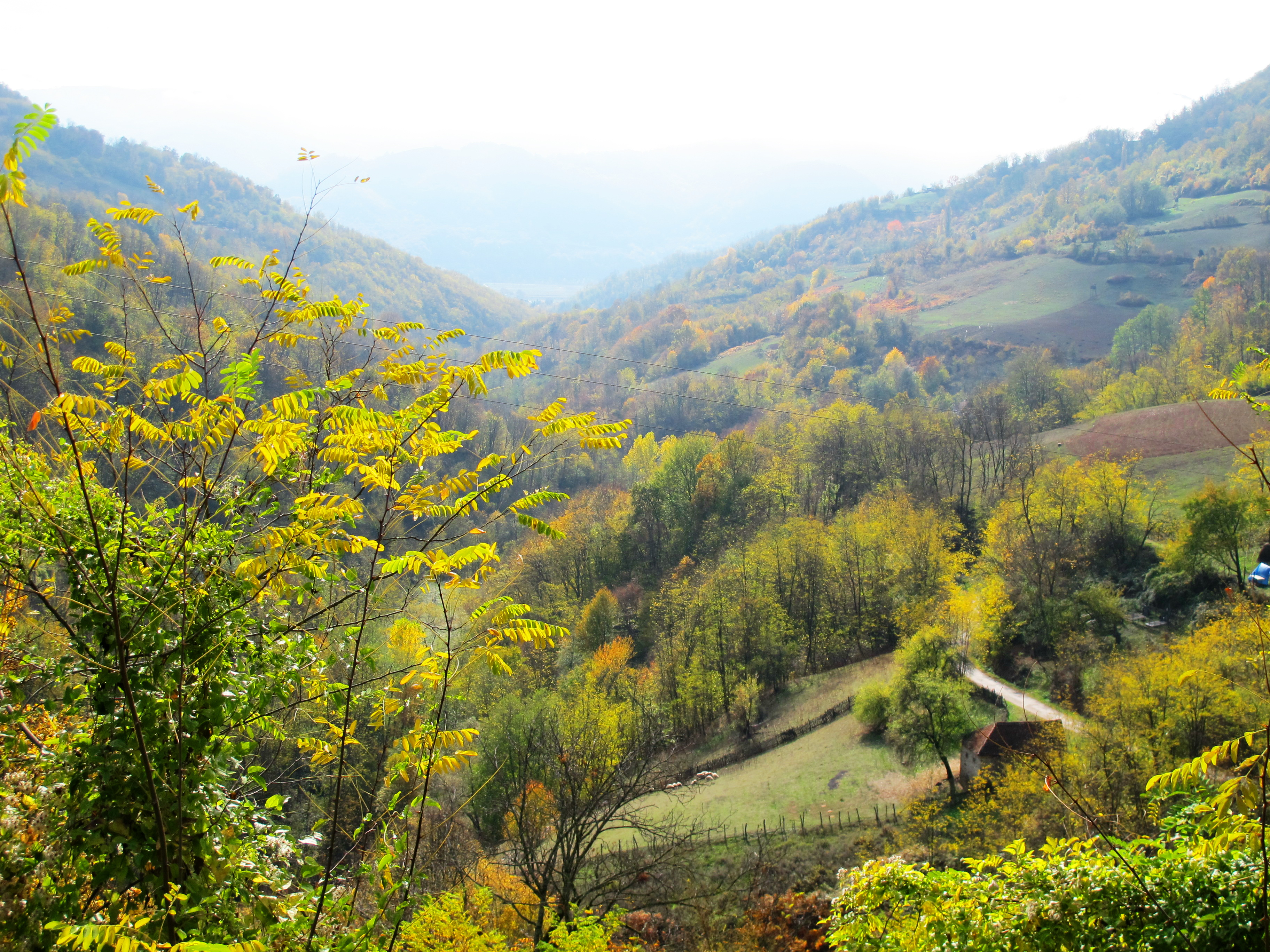
Wälder und Hügel auf dem Dorfgebiet

| Jahr | Einwohnerzahl |
| ---- | ------------- |
| 1948 | 1419          |
| 1953 | 1504          |
| 1961 | 1386          |
| 1971 | 1099          |
| 1981 | 0797          |
| 1991 | 0567          |
| 2002 | 0448          |
| 2011 | 0326          |

## Infrastruktur
Im Dorf steht eine Grundschule. Auch ist Caparić Sitz der lokalen Gemeinschaft Caparić, die sich über die Dörfer Caparić, Leović und Vrhpolje erstreckt.

## Religion
Die Bevölkerung des Dorfes bekennt sich zur Serbisch-orthodoxen Kirche. Im Dorf stand bereits 1726 eine Kirche, geweiht dem Hl. Nikolaus. Heute steht im Dorf die von 1930 bis 1932 erbaute Kirche Hl. Nikolaus.
Das Dorf Caparić gehört zur Pfarrei Gornja Bukovica im Dekanat Azbukovica der Eparchie Šabac der Serbisch-Orthodoxen Kirche.

## Belege
- Artikel über die Pfarrei auf der Seite des Dekanats Azbukovica, (serbisch)
- „Књига 9”. Становништво, упоредни преглед броја становника 1948, 1953, 1961, 1971, 1981, 1991, 2002, подаци по насељима. webrzs.stat.gov.rs. Београд: Републички завод за статистику. мај 2004. ISBN 86-84433-14-9.
- „Књига 1”. Становништво, национална или етничка припадност, подаци по насељима. webrzs.stat.gov.rs. Београд: Републички завод за статистику. фебруар 2003. ISBN 86-84433-00-9.
- „Књига 2”. Становништво, пол и старост, подаци по насељима. webrzs.stat.gov.rs. Београд: Републички завод за статистику. фебруар 2003. ISBN 86-84433-01-7.